# شهرستان نادترچنی
شهرستان نادترچنی (به لاتین: Nadterechny District) یک منطقهٔ مسکونی در روسیه است که در چچن واقع شده‌است.